# Championnat d'Europe masculin de volley-ball des moins de 19 ans 2001
Navigation
Pologne 1999 Croatie 2003
Le 4e championnat d'Europe de volley-ball masculin des moins de 19 ans s'est déroulé du 16 au 21 avril 2001 à Liberec (République tchèque).

## Composition des groupes
| Poule 1                                         | Poule 2                                          |
| ----------------------------------------------- | ------------------------------------------------ |
| Site : Liberec Allemagne France Russie Slovénie | Site : Liberec Italie Pologne Slovaquie Tchéquie |

## Tour préliminaire

### Poule 1
| No | Équipe    | Points | Matches | Matches | Matches | Sets | Sets   | Sets  | Points | Points | Points |
| No | Équipe    | Points | joués   | gagnés  | perdus  | pour | contre | Ratio | pour   | contre | Ratio  |
| -- | --------- | ------ | ------- | ------- | ------- | ---- | ------ | ----- | ------ | ------ | ------ |
| 1  | Russie    | 6      | 3       | 3       | 0       | 9    | 3      | 3.000 | 280    | 233    | 1.202  |
| 2  | France    | 5      | 3       | 2       | 1       | 8    | 4      | 2.000 | 271    | 250    | 1.084  |
| 3  | Slovénie  | 4      | 3       | 1       | 2       | 3    | 7      | 0.429 | 196    | 236    | 0.831  |
| 4  | Allemagne | 3      | 3       | 0       | 3       | 3    | 9      | 0.333 | 255    | 283    | 0.901  |

### Poule 2
| No | Équipe    | Points | Matches | Matches | Matches | Sets | Sets   | Sets  | Points | Points | Points |
| No | Équipe    | Points | joués   | gagnés  | perdus  | pour | contre | Ratio | pour   | contre | Ratio  |
| -- | --------- | ------ | ------- | ------- | ------- | ---- | ------ | ----- | ------ | ------ | ------ |
| 1  | Pologne   | 6      | 3       | 3       | 0       | 9    | 3      | 3.000 | 291    | 268    | 1.086  |
| 2  | Italie    | 5      | 3       | 2       | 1       | 7    | 5      | 1.400 | 273    | 268    | 1.019  |
| 3  | Slovaquie | 4      | 3       | 1       | 2       | 6    | 7      | 0.857 | 283    | 283    | 1.000  |
| 4  | Tchéquie  | 3      | 3       | 0       | 3       | 2    | 9      | 0.222 | 235    | 263    | 0.894  |

## Phase finale

### Classement 5-8
|  | Tour de classement                                | Tour de classement                          |          |   | 5e place                                    | 5e place                                    |
|  | Tour de classement                                | Tour de classement                          |          |   | 5e place                                    | 5e place                                    |
|  |                                                   |                                             |          |   |                                             |                                             |
|  | Liberec, 20-04-01 (25:18 16:25 17:25 14:25)       | Liberec, 20-04-01 (25:18 16:25 17:25 14:25) |          |   | Liberec, 21-04-01 (22:25 23:25 25:21 20:25) | Liberec, 21-04-01 (22:25 23:25 25:21 20:25) |
|  | Liberec, 20-04-01 (25:18 16:25 17:25 14:25)       | Liberec, 20-04-01 (25:18 16:25 17:25 14:25) |          |   | Liberec, 21-04-01 (22:25 23:25 25:21 20:25) | Liberec, 21-04-01 (22:25 23:25 25:21 20:25) |
|  | Slovénie                                          | 1                                           |          |   | Liberec, 21-04-01 (22:25 23:25 25:21 20:25) | Liberec, 21-04-01 (22:25 23:25 25:21 20:25) |
|  | Slovénie                                          | 1                                           |          |   | Liberec, 21-04-01 (22:25 23:25 25:21 20:25) | Liberec, 21-04-01 (22:25 23:25 25:21 20:25) |
|  | Tchéquie                                          | 3                                           |          |   | Liberec, 21-04-01 (22:25 23:25 25:21 20:25) | Liberec, 21-04-01 (22:25 23:25 25:21 20:25) |
|  | Tchéquie                                          | 3                                           | Tchéquie | 1 |                                             |                                             |
|  | Liberec, 20-04-01 (25:22 25:22 22:25 18:25 15:12) |                                             | Tchéquie | 1 |                                             |                                             |
|  |                                                   | Allemagne                                   | 3        |   |                                             |                                             |
|  | Allemagne                                         | Allemagne                                   | 3        | 3 |                                             |                                             |
|  | Allemagne                                         |                                             |          | 3 |                                             |                                             |
|  | Slovaquie                                         | 2                                           |          |   |                                             |                                             |
|  | Slovaquie                                         | 2                                           | 7e place |   |                                             |                                             |
|  |                                                   |                                             |          |   |                                             |                                             |
|  | Liberec, 21-04-01 (9:25 16:25 19:25)              |                                             |          |   |                                             |                                             |
|  |                                                   |                                             |          |   |                                             |                                             |
|  | Slovénie                                          | 0                                           |          |   |                                             |                                             |
|  | Slovénie                                          | 0                                           |          |   |                                             |                                             |
|  | Slovaquie                                         | 3                                           |          |   |                                             |                                             |
|  | Slovaquie                                         | 3                                           |          |   |                                             |                                             |

### Classement 1-4
|  | Demi-finales                                | Demi-finales                                |                        |   | Finale                                      | Finale                                      |
|  | Demi-finales                                | Demi-finales                                |                        |   | Finale                                      | Finale                                      |
|  |                                             |                                             |                        |   |                                             |                                             |
|  | Liberec, 20-04-01 (25:17 25:22 18:25 25:18) | Liberec, 20-04-01 (25:17 25:22 18:25 25:18) |                        |   | Liberec, 21-04-01 (20:25 14:25 27:25 13:25) | Liberec, 21-04-01 (20:25 14:25 27:25 13:25) |
|  | Liberec, 20-04-01 (25:17 25:22 18:25 25:18) | Liberec, 20-04-01 (25:17 25:22 18:25 25:18) |                        |   | Liberec, 21-04-01 (20:25 14:25 27:25 13:25) | Liberec, 21-04-01 (20:25 14:25 27:25 13:25) |
|  | Pologne                                     | 3                                           |                        |   | Liberec, 21-04-01 (20:25 14:25 27:25 13:25) | Liberec, 21-04-01 (20:25 14:25 27:25 13:25) |
|  | Pologne                                     | 3                                           |                        |   | Liberec, 21-04-01 (20:25 14:25 27:25 13:25) | Liberec, 21-04-01 (20:25 14:25 27:25 13:25) |
|  | France                                      | 1                                           |                        |   | Liberec, 21-04-01 (20:25 14:25 27:25 13:25) | Liberec, 21-04-01 (20:25 14:25 27:25 13:25) |
|  | France                                      | 1                                           | Pologne                | 1 |                                             |                                             |
|  | Liberec, 20-04-01 (21:25 25:17 19:25 18:25) |                                             | Pologne                | 1 |                                             |                                             |
|  |                                             | Russie                                      | 3                      |   |                                             |                                             |
|  | Italie                                      | Russie                                      | 3                      | 1 |                                             |                                             |
|  | Italie                                      |                                             |                        | 1 |                                             |                                             |
|  | Russie                                      | 3                                           |                        |   |                                             |                                             |
|  | Russie                                      | 3                                           | Match pour la 3e place |   |                                             |                                             |
|  |                                             |                                             |                        |   |                                             |                                             |
|  | Liberec, 21-04-01 (25:16 23:25 25:18 25:21) |                                             |                        |   |                                             |                                             |
|  |                                             |                                             |                        |   |                                             |                                             |
|  | France                                      | 3                                           |                        |   |                                             |                                             |
|  | France                                      | 3                                           |                        |   |                                             |                                             |
|  | Italie                                      | 1                                           |                        |   |                                             |                                             |
|  | Italie                                      | 1                                           |                        |   |                                             |                                             |

## Distinctions individuelles
- MVP :
- Meilleur marqueur :
- Meilleur attaquant :
- Meilleur contreur :
- Meilleur serveur :
- Meilleur passeur :
- Meilleur libero :  Pascal Ragondet

## Classement final
| Place              | Équipe             |
| ------------------ | ------------------ |
| Médaille d'or      | Russie             |
| Médaille d'argent  | Pologne            |
| Médaille de bronze | France             |
| 4                  | Italie             |
| 5                  | Allemagne          |
| 6                  | République tchèque |
| 7                  | Slovaquie          |
| 8                  | Slovénie           |